# Sebastes oculatus
Sebastes oculatus är en fiskart som beskrevs av Valenciennes, 1833. Sebastes oculatus ingår i släktet Sebastes och familjen kungsfiskar. Inga underarter finns listade i Catalogue of Life.